# Équation aux dérivées partielles parabolique
En mathématiques, une équation aux dérivées partielles linéaire du second ordre, dont la forme générale est donnée par :
{\displaystyle \sum _{i,j=1}^{n}{a_{ij}(\mathbf {x} ){\dfrac {\partial ^{2}f}{\partial x_{i}\partial x_{j}}}}+\sum _{i=1}^{n}{b_{i}(\mathbf {x} ){\dfrac {\partial f}{\partial x_{i}}}}+c(\mathbf {x} )f=h(\mathbf {x} ),\ \ \ \mathbf {x} \in U\subset \mathbb {R} ^{n}}
est dite parabolique en un point donné x de l'ouvert U si la matrice carrée symétrique {\displaystyle A(\mathbf {x} )=\left(a_{ij}\right)_{1\leq i,j\leq n}} des coefficients du second ordre admet n–1 valeurs propres non nulles et de même signe et une valeur propre nulle, le vecteur propre associé à cette dernière,  noté {\displaystyle \mathbf {v} _{0}(\mathbf {x} )}, étant tel que {\displaystyle \mathbf {v} _{0}(\mathbf {x} )\cdot \mathbf {b} (\mathbf {x} )\neq 0}, {\displaystyle \mathbf {b} (\mathbf {x} )} désignant le vecteur des n coefficients du premier ordre,.

## Exemple
Un exemple classique d'équation différentielle parabolique est l'équation de la chaleur :
{\displaystyle {\frac {\partial T}{\partial t}}-D\Delta T+{\frac {S}{\rho C_{P}}}=0},
où D est la diffusivité thermique et CP la chaleur spécifique à pression constante, S désignant un terme source de production de chaleur, T = T(t,r) la température au point r de l'espace et à l'instant t.
En effet, dans ce cas la matrice A est donnée par {\displaystyle {\begin{pmatrix}0&0&0&0\\0&-D&0&0\\0&0&-D&0\\0&0&0&-D\end{pmatrix}}} et admet donc une valeur propre nulle, et trois autres égales à –D et donc de même signe. Par ailleurs le vecteur propre associé à la valeur propre nulle, soit (1,0,0,0) est clairement non orthogonal au vecteur {\displaystyle \mathbf {b} =(1,0,0,0)}.